# Laneuville-au-Pont
Laneuville-au-Pont é uma comuna francesa na região administrativa de Grande Leste, no departamento de Haute-Marne. Estende-se por uma área de 4,09 km². Em 2010 a comuna tinha 216 habitantes (densidade: 52,8 hab./km²).